# Acid aminohippuric
amino acidohippuric hoặc axit para-aminohippuric (PAH), một dẫn xuất của axit hippuric, là một tác nhân chẩn đoán hữu ích trong các xét nghiệm y tế liên quan đến thận được sử dụng trong đo lưu lượng huyết tương thận. Nó là một dẫn xuất amit của amino acid glycine và axit para-aminobenzoic không được tìm thấy tự nhiên ở người; nó cần được truyền IV trước khi sử dụng chẩn đoán.

## Công dụng

### Chẩn đoán
PAH là hữu ích để đo lưu lượng huyết tương thận.
Tỷ lệ trích xuất PAH ở một người bình thường là khoảng 0,92.

### Dược phẩm
amino acidohippuric thường được sử dụng như là natri muối natri para-aminohippurate. Trong Thế chiến II, para-aminohippurat đã được dùng cùng với penicillin để kéo dài thời gian penicillin lưu hành trong máu. Bởi vì cả penicillin và para-aminohippur đều cạnh tranh cho cùng một chất vận chuyển ở thận, nên sử dụng para-aminohippurat với penicillin làm giảm sự thanh thải penicillin khỏi cơ thể bởi thận, giúp điều trị kháng khuẩn tốt hơn. Vận chuyển được tìm thấy trong thận loại bỏ các anion hữu cơ và cation từ máu bằng cách di chuyển các chất, trong trường hợp này, các chất chuyển hóa thuốc, từ máu vào nước tiểu.

## Khác
p K a = 3,83